# Penetrance
Pojem penetrance (genu) vyjadřuje pravděpodobnost, s jakou se varianta genu projeví ve fenotypu. U genů, u kterých nečiní 1, mluvíme o snížené penetranci. Tímto pojmem vlastně nahrazujeme neznámé či příliš složité vztahy uvnitř genotypu, popřípadě mezi genotypem a prostředím. Je tedy zjevné, že vysokou penetranci projevují majorgeny špatně ovlivnitelné prostředím, zatímco minorgeny, jejichž projevy závisí na okolním prostředí, budou mít penetranci obecně malou.
Úroveň penetrance se obvykle zjišťuje jako podíl jedinců daného genotypu, kteří vykazují příslušný fenotyp, a všech jedinců daného genotypu. Například máme-li 800 jedinců a 500 z nich vykazuje příslušný znak (fenotyp), úroveň penetrance genu je 0,625 (čili 62,5 %).